# Valley Falls (Carolina do Sul)
Valley Falls é uma Região censo-designada localizada no estado norte-americano de Carolina do Sul, no Condado de Spartanburg.

## Demografia
Segundo o censo norte-americano de 2000, a sua população era de 3990 habitantes.

## Geografia
De acordo com o United States Census Bureau tem uma área de
13,6 km², dos quais 13,5 km² cobertos por terra e 0,1 km² cobertos por água. Valley Falls localiza-se a aproximadamente 275 m acima do nível do mar.

## Localidades na vizinhança
O diagrama seguinte representa as localidades num raio de 12 km ao redor de Valley Falls.